# Ilosvay Rózsi
Ilosvay Rózsi, Pfeifer Rózsa (Budapest, Erzsébetváros, 1901. október 2. – Budapest, 1954. december 11.) színésznő.

## Életútja
Pfeifer József számvizsgáló és Balga Rozália leányaként született. Hatéves korában mint csodagyermek feltűnt egy hangversenyen Szilasbalháson. Tízéves korában játszott az Urániában, Vrabély Armand A mi legdrágább kincsünk című darabjában. A négy polgárit befejezve Rákosi Szidi növendéke lett, onnan a Modern Színpad szerződtette tagjai sorába. 1920. március 6-án Budapesten férjhez ment Leitner Pál (később: Tamássy Pál)  zeneszerzőhöz. 1922-ben a Renaissance Színház vendége volt. 1923-ban elvált Tamássytól és a következő évben házasságra lépett dr. Szászy Györggyel, a Kereskedelmi Bank egyik igazgatójával. 1924. december 18-tól a Renaissance Színháznál, 1926. január 30-tól a Vígszínháznál, majd az Új Színháznál működött. Halálát tüdőrák okozta.

## Fontosabb szerepei

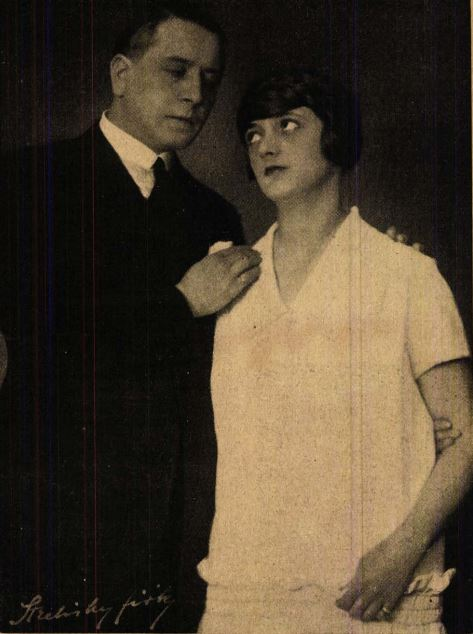
Kompóthy Gyula társaságában 1925-ben

- Liselotte (Hatvany Lajos: Noé bárkája)
- Terike (Földes Imre: Terike)
- A leánytestvér (Karl Schönherr: Gyermektragédia)
- René (Szenes Béla: A buta ember)
- Tökmag (Dario Niccodemi)
- Tóth Manci (Szép Ernő: Lila ákác)
- Militta Marco (Lengyel Menyhért: A waterlooi csata)
- Kiki (Címszerep)
- Brigitta (Csipke)